# 木幡站 (JR西日本)
木幡站（日语：／ Kohata eki */?）是位於京都府宇治市木幡，屬於西日本旅客鐵道（JR西日本）奈良線的鐵路車站。車站編號是JR-D07。
JR木幡站名的平假名是「こはた」（Kohata），但鄰近所屬於京阪宇治線木幡站的平假名則是「こわた」（Kowata），讀音有所不同。另外也有一些地名將木幡讀做「こばた」（Kobata）。

## 車站構造
本站的月台配置原為2面3線。站體於2012年4月經過改造後，現時的月台配置為兩面兩線。。本站可以使用IC儲值車票「ICOCA」。

### 月台配置
| 月台 | 路線   | 方向 | 目的地         |
| ---- | ------ | ---- | -------------- |
| 1、2 | 奈良線 | 上行 | 京都方向       |
| 1、2 | 奈良線 | 下行 | 宇治、奈良方向 |

## 使用情況
根據京都府統計報告，平均每天乘車人數如下。
| 年度   | 一日平均 乘車人數 |
| ------ | ----------------- |
| 1999年 | 2,749             |
| 2000年 | 2,710             |
| 2001年 | 2,636             |
| 2002年 | 2,595             |
| 2003年 | 2,612             |
| 2004年 | 2,638             |
| 2005年 | 2,625             |
| 2006年 | 2,685             |
| 2007年 | 2,698             |
| 2008年 | 2,679             |
| 2009年 | 2,608             |
| 2010年 | 2,738             |
| 2011年 | 2,727             |
| 2012年 | 2,726             |
| 2013年 | 2,745             |
| 2014年 | 2,762             |
| 2015年 | 2,727             |
| 2016年 | 2,699             |
| 2017年 | 2,762             |
| 2018年 | 2,712             |

## 車站周邊設施
- 木幡站（京阪宇治線）
- 宇治陵
- 願行寺
- 許波多神社
- 木幡綠道
- 宇治警察署木幡交番
- 宇治木幡郵便局
- 京都動畫本公司
- Panasonic宇治工場[4]

## 相鄰車站
西日本旅客鐵道
 奈良線
■都路快速、■快速、■區間快速
通過
■普通
六地藏（JR-D06）－木幡（JR-D07）－黃檗（JR-D08）

## 外部連結
- 木幡｜車站資訊：JR出門網 - 西日本旅客鐵道